# Barta Barri
Bernabé Barta Barri (* 16. August 1911 in Budapest, Österreich-Ungarn; † 7. Dezember 2003 in Madrid, Spanien) war ein ungarisch-spanischer Schauspieler.

## Leben
Barri war als Tänzer und Trapezkünstler viel in Europa unterwegs. Bei einer der Zirkustourneen in den Jahren nach dem Zweiten Weltkrieg beschloss er, in Spanien zu bleiben, wo er schnell Arbeit als Charakterdarsteller beim Film fand. Ab 1949 trat er so in über einhundert Film- und Fernsehproduktionen auf; oftmals auch als Barta Barry geführt. In den Hochzeiten des Italowestern trat er, vollbärtig, auch als New Fuzzi im Film Vier Halleluja für Dynamit-Joe in Erscheinung. Nach seinem letzten Engagement 1986 zog er sich vom aktiven Geschäft zurück.
1951 und im Folgejahr gewann Barri, der später die spanische Staatsbürgerschaft bekam, den Preis des spanischen Kinoverbandes.

## Filmografie (Auswahl)
- 1949: La familia Vila
- 1953: La montaña sin ley
- 1959: Der Löwe von Babylon
- 1961: Unter der Flagge der Freibeuter (Los bucaneros del Caribe)
- 1961: Die Liebe ist ein seltsames Spiel (Cariño mío)
- 1963: Drei gegen Sacramento (Gringo)
- 1964: La carga de la policía montada
- 1964: Cyrano und d’Artagnan (Cyrano et d'Artagnan)
- 1964: Tim und Struppi und die blauen Orangen (Tintin et les oranges bleues)
- 1965: Gideon und Samson (I grandi condottieri)
- 1965: Jonny West und die verwegenen 3 (Johnny West il mancino)
- 1965: Sohn des Revolverhelden (Son of a Gunfighter)
- 1967: Der Gehetzte der Sierra Madre (La resa dei conti)
- 1967: Vier Halleluja für Dynamit-Joe (Joe l'implacabile)
- 1968: An den Galgen, Bastardo (¿Quien grita venganza?)
- 1968: Rio Hondo (Comanche blanco)
- 1969: Garringo – der Henker (Garringo)
- 1969: Küß mich, Monster (Bésame monstruo)
- 1969: Die wahre Geschichte des Frank Mannata (¡Viva América!)
- 1971: Matalo (…y seguian robandose el millon de dolares)
- 1971: Rivalen unter roter Sonne (Soleil rouge)
- 1972: Horror-Expreß (Pánico en el transiberiano)
- 1972: Die Schatzinsel (Treasure Island)
- 1972: Viva Pancho Villa (El desafío de Pancho Villa)
- 1973: Der Mann aus El Paso (Un hombre llamado Noon)
- 1974: Fantasma en el Oeste
- 1975: In meiner Wut wieg’ ich vier Zentner (Là dove non batte il sole)
- 1981: La venganza del Lobo Negro
- 1984: Monster Dog (Leviatán)